# South Salem (Ohio)
South Salem es una villa ubicada en el condado de Ross en el estado estadounidense de Ohio. En el Censo de 2010 tenía una población de 204 habitantes y una densidad poblacional de 382,35 personas por km².

## Geografía
South Salem se encuentra ubicada en las coordenadas 39°20′15″N 83°18′25″O / 39.33750, -83.30694. Según la Oficina del Censo de los Estados Unidos, South Salem tiene una superficie total de 0.53 km², de la cual 0.53 km² corresponden a tierra firme y (0%) 0 km² es agua.

## Demografía
Según el censo de 2010, había 204 personas residiendo en South Salem. La densidad de población era de 382,35 hab./km². De los 204 habitantes, South Salem estaba compuesto por el 98.53% blancos, el 0.98% eran afroamericanos, el 0% eran amerindios, el 0% eran asiáticos, el 0% eran isleños del Pacífico, el 0% eran de otras razas y el 0.49% pertenecían a dos o más razas. Del total de la población el 0% eran hispanos o latinos de cualquier raza.